# Хасмонея
«Хасмонея» Львов (пол. Hasmonea; полное название: Еврейский спортивный клуб «Хасмонея» во Львове) — польский еврейский спортивный клуб, который существовал во Львове в 1908—1939 гг.
При клубе работали секции футбола, настольного тенниса, лёгкой атлетики и др. Инициатором и основателем клуба был Адольф Кон.
Футбольная секция была одной из четырёх львовских команд (наряду с «Чарны», «По́гонью» и «Ле́хией»), участвовавших в турнирах Высшей лиги Польши.

## История

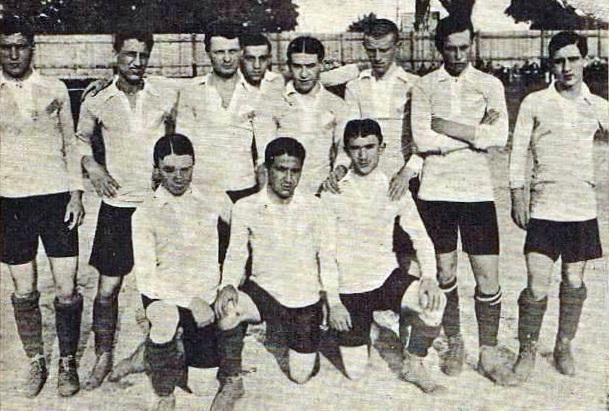
«Хасмонея» (Львов) в 1915 году

В июне 1908 несколько молодых евреев, членов Еврейского гимнастично-спортивного общества «Дрор», создали собственную организацию для занятий спортом. Главным инициатором был Адольф Кон.
В 1908 году при Австро-Венгерской империи были созданы и официально зарегистрированы несколько спортивных еврейских клубов: «Дрор», «Зенит», «Макаби», «Ютженка», «Сионит», «Акоах», но самый известный был спортивный еврейский клуб «Хасмонея». Эти клубы были хорошо организованы, имели соответствующие финансовые ресурсы, и к ним стремилась молодежь. Тогда в городе работали три еврейские гимназии, пединститут, религиозные национальные школы, ремесленные и торговые школы. Спортивная жизнь в основном в городе концентрировалась вокруг польских и еврейских клубов.
Созданную в 1908 организацию назвали спортивный клуб «Хасмонея» — в честь династии Хасмонеев, которая была известным символом борьбы за религиозную и политическую независимость еврейского народа с древних времён.
«Хасмонея» быстро нашла своё место среди лучших спортивных клубов Львова, и уже через два года футбольную команду включили во вторую лигу тогдашней австрийской футбольной лиги. Первая мировая война прервала спортивную работу во всех клубах, которые только в 1919 начали восстанавливаться. Члены предвоенной «Хасмонеи», среди которых наиболее активными были Генрик Соммер, Абрам Лянде, Эли Бланк, Якуб Маннер, Зигмунт Шерер, создали комитет восстановления. Также были созданы спортивные клубы «Хасмонеи» в городах Ровно, Дрогобыч и т. д.
Местом работы клуба была избрана площадка в полях на Яновском тракте в Левандовке, но вскоре их оттуда попросили военные, так как по соседству находились склады оружия и амуниции. К сожалению, этой площадке ещё предстояло сыграть большую роль в истории клуба. Во время войны там располагался Яновский концентрационный лагерь, в котором погибли многие спортсмены, тренеры и болельщики клуба.
Весной 1920 клуб «Хасмонея» получил разрешение освоить площадку на Лычаковской дороге и начать там строить свой собственный стадион. Нашелся частный участок земли в Кривчицах, казалось бы, совсем не пригодный к занятиям спортом: полный оврагов, поросший деревьями и кустами. Однако еврейская община города собрала необходимые средства и 7 июля 1923 там открыли новый стадион.
Это был в то время один из самых благоустроенных стадионов, который мог собрать на своих трибунах до 10 000 зрителей, 2000 из которых сидели на трибунах. По случаю открытия состоялся международный футбольный матч — хозяева поля принимали венгерский клуб «Виво» из Будапешта. Вместе с сильнейшей футбольной секцией создаются секции настольного тенниса и хоккея.
В клуб стало переходить много спортсменов из других клубов — братья Бирнбах, Людвиг Шнайдер и др. Также перешли из Стрийского польского клуба «Полония» Нагель и Редлер. Из львовской «Погони» — Флюр и Закер. Из «Короны» г. Самбора Штойерманн, из тернопольской «Кресив» Вехтер и многие др. известные футболисты. В «Хасмонее» организовались новые секции: настольного тенниса, которую организовал Матвей Гох, хоккейную — Изодор Редлер, гимнастическую — Людвиг Розенцвейк.
Имея хорошие финансовые возможности, клуб переносит свой дом — из тесного помещения на Замарстыновской, 11-а — Яховича, 22 (ныне — улица академика Г. Кучера). Также клуб получил новые помещения в центре города по ул. Келинского 3 и по пл. Рынок 29.
Амбиции руководителей клуба требуют создания сильной футбольной команды, которая бы боролась за высокие места в окружной лиге. С этой целью вице-президент клуба Морис Шлессер в феврале 1924 едет в Вену, чтобы ангажировать квалифицированного тренера, и привозит во Львов Фридриха Керра, известную фигуру австрийского футбола — в прошлом левого полузащитника венского ВАК, а затем «Хакоах», который провёл семь матчей за сборную Австрии. Тренер имел прозвище «Конус», под которым, что интересно, и числится в официальном списке игроков сборной. Этот австриец в 1950-е годы ещё работал тренером в ФРГ с клубами «Штутгартер Кикерс» и «Арминия». Во Львове Керр провёл с футболистами «Хасмонеи» немало тренировок, чтобы привить им современное понимание футбола, научил технике владения мячом, и команда стала серьезным соперником для сильнейших. Подтверждает это успешное выступление в Варшаве в октябре 1924, когда львовяне уступили «Полонии» — 1:2, но победили «Легию» — 4:1. Осенью 1925 Фридрих Керр покинул «Хасмонею», но команда и без него успешно завершила сезон, побеждая в розыгрыше Кубка львовской футбольной округи.
30 сентября 1925 состоялась, можно сказать, историческое событие во львовском футболе — «Хасмонея» проэкзаменовала уровень футболистов «Украины», которые до того времени соревновались только с украинскими командами. Чемпион округа победил — 4:1, но позволил украинцам оценить свои силы, и через три года СО «Украина» уже смело боролась в окружных соревнованиях. А «Хасмонея» попала в 14 клубов, которые 1927 основали польскую лигу, и оказалась в том сезоне неофициально лучшим львовским клубом, получив семь очков с местными соперниками. «Чарны» были побеждены дважды — 3:2 и 3:0, а у «Погони», которая заняла четвёртое место в премьерном чемпионате, были отобраны три очка — 2:1 и 2:2.
В 1927—1928 гг. «Хасмонея» играет в высшей лиге страны.
В Чемпионате 1927 года клуб выиграл 8 матчей, при 7 ничьих и 11 поражениях. Разница мячей 55-78. Лучшие бомбардиры — З. Штойерманн — 23 мяча, А. Махлер — 14 мячей.
В Чемпионате 1928 года — 5 побед, 3 ничьи, 18 поражений. Разница мячей 40-68. Лучший бомбардир — З. Штойерманн — 16 мячей.
В 1930 году львовская «Хасмонея» принята во Всемирный союз спортсменов «Маккаби». Кроме спорта клуб пропагандирует здоровый образ жизни, изучение гигиены и анатомии человека, освоение духовных и национальных ценностей еврейского народа. В 1932 львовские спортсмены принимают участие во всемирной Маккабиаде в Тель-Авиве. Там прославились Макс Вольфшталь, Максимилиан Горовиц и др.
28 ноября 1932 кто-то поджёг стадион «Хасмонеи», который сгорел полностью. Возможно, поджог имел политический характер, поскольку горели стадионы польского клуба «Чарны» и украинского «Сокола-Батька». Пришлось снова просить магистрат о выделении земли под новый стадион. Но он тоже не сохранил своего спортивного назначения, хотя и пережил польские, немецкие, советские времена, а в девяностые годы на месте стадиона на Золотой, который потом назывался «Торпедо», возник рынок.
Руководил много лет еврейским спортивным движением известный общественный деятель, член парламента Польши доктор Х. Розмарин, а львовским регионом доктор Я. Зельцер. Необходимо назвать и других, кто входил в руководство «Хасмонеи»: адвокат Артур Александрович, Изак Целермахер, Максимилиан Роллер, Мелех Золд, Артур Шаль.

## Достижения
- 11 место в чемпионате Польши: 1927
- 13 место в чемпионате Польши: 1928 (вылет из лиги)

### Секция настольного тенниса
Клубные: Чемпион Польши 1933
Личные:  Алойзы Эрлих
Серебряный призёр чемпионата мира: 1936, 1937, 1939
Бронзовый призёр чемпионата мира: 1935

## Известные игроки
«Хасмонея» имела несколько неплохих футболистов, которых приглашали в сборную Польши. Наибольшей популярностью пользовался Зигмунт Штойерманн (1899—1941), который приехал во Львов из Самбора. Он провёл в составе сборной два матча и забил 4 гола. Популярный «Дусь» не любил много бегать по полю, но, получив передачу, мог мощным ударом пробить вратаря. Тогда бытовало выражение, что «наш Дусь, как всегда, был ленивым на поле, но забил три гола». К сожалению, Штойерманн, как и многие из львовских евреев, закончил свой жизненный путь в Яновском концлагере, где был расстрелян в декабре 1941.
- Зигмунт Штойерманн[англ.] (футбол)

Помимо футбольной секцией, очень сильных спортсменов имела секция настольного тенниса. В 1933 году «Хасмонея» даже стала чемпионом Польши, а сильнейшим игроком был Алойзи (Алекс) Эрлих, который очень удачно выступал на международной арене. Он был участником чемпионата мира — 1933 года, вошёл в число восьми сильнейших, в 1935 стал бронзовым призёром, а затем (1936, 1937, 1939) трижды завоевывал серебряные медали. Его имя вошло в историю настольного тенниса, как участника встречи с румыном Ференцем Патеноном, в которой розыгрыш одного мяча длился 112 минут. После этого в правила внесли изменения, которые ограничивали поединок. Эрлих (1914—1993) пережил лагерь смерти «Освенцим», после войны оказался во Франции, тренировал различные французские клубы и даже сборные Англии и Ирландии.
- Алойзы (Алекс) Эрлих (настольный теннис)
- Изодор Редлер (футбол, хоккей)
- Людвик Шнайдер (футбол)

## Известные Тренеры
- Фридрих Керр
- Оден Бодор